# Ben Agathangelou
Panayiotis Ben Agathangelou (Hackney, 4 novembre 1971) è un ingegnere britannico, attuale capo dell'aerodinamica della Haas.

## Biografia
Agathangelou ha studiato aeronautica e astronautica all'Università di Southampton prima di entrare nel team McLaren F1 nel 1994, dove è rimasto per tre anni. Dopo un anno in Tyrrell, si è trasferito in Honda e ha contribuito a progettare la Honda RA099, che non ha mai corso a causa della morte improvvisa di Harvey Postlethwaite, direttore tecnico del progetto.
Fu assunto in Benetton nel 1999, prima di trasferirsi in Jaguar due anni dopo. Ha progettato la macchina del 2003, la R3, e le prime auto della Red Bull dopo che la squadra è stata venduta alla società di bevande nel 2005. Ha lasciato la squadra nel 2007 dopo un rinnovamento del personale causato dall'arrivo di Adrian Newey.
È tornato in Formula 1 nel 2010 dopo essere stato reclutato dal nuovo Hispania Racing F1 Team, per poi trasferirsi alla Scuderia Ferrari. 
Nel marzo 2015 diventa capo dell'aerodinamica del neonato Haas F1 Team.